# Bitch Lasagna
Bitch Lasagna (hay còn gọi là T-Series Diss Track) là một bài hát của YouTuber người Thụy Điển PewDiePie với sự hợp tác của nhà sản xuất âm nhạc Party In Backyard. Bài hát được dùng như là một lời phản ứng của dự đoán rằng T-Series sẽ vượt mặt PewDiePie về số lượt người đăng ký trên YouTube. Bài hát này đã trở thành một trong những sự kiện đầu tiên trong cuộc cạnh tranh giữa PewDiePie và T-Series, cả hai kênh YouTube này đều đang cạnh tranh cho danh hiệu "Kênh được đăng ký nhiều nhất trên Youtube".
Bài hát được lần đầu đăng tải lên YouTube vào ngày 5 tháng 11 năm 2018, tuy nhiên bài hát đã được đặt lại tên và đăng tải lại 1 ngày sau đó. Đến tháng 2 năm 2022, video đã thu về 300 triệu lượt xem và trở thành video được xem nhiều nhất trên kênh của PewDiePie.

## Bối cảnh

### T-Series vs Pewdiepie
Vào giữa đến cuối năm 2018, số lượng người đăng ký của hãng âm nhạc Ấn Độ T-Series đã nhanh chóng tiếp cận với Youtuber người Thụy Điển PewDiePie, người vào thời điểm đó có kênh YouTube được đăng ký nhiều nhất. Do đó, người hâm mộ cùng với những người nổi tiếng và những người dùng trên YouTube khác đã thể hiện sự ủng hộ của họ đối với mỗi kênh bằng cách khuyến khích những người khác đăng ký. Trong cuộc cạnh tranh, cả hai kênh đã đạt được một số lượng người đăng ký đáng kể với tốc độ nhanh chóng, tăng từ khoảng 60 triệu lên 100 triệu người đăng ký trong vòng vài tháng. Hai kênh đã vượt mặt nhau về số lượng người đăng ký vào tháng 2, tháng 3 và sau đó vào tháng 4 năm 2019, khi PewDiePie tuyên bố chấm dứt meme "Đăng ký PewDiePie" và T-Series trở thành kênh YouTube được đăng ký nhiều nhất.

### Nội dung bài hát
Tiêu đề của bài hát đề cập đến một ảnh chụp màn hình Facebook Messenger lan truyền, rất phổ biến trên Reddit, trong đó một người đàn ông Ấn Độ, nói tiếng Anh không thạo, yêu cầu chụp ảnh khỏa thân và khi tin nhắn của anh ta không được trả lời, anh ta đăng món " đĩ lasagna" (lasagna có thể gần giống với cụm từ chia tay hasta lasagna, nhưng không có dấu chấm câu, bài đăng trông giống như anh ấy đang gọi cô ấy là đĩ lasagna). Trong bài hát, PewDiePie xúc phạm T-Series và nội dung video của họ, nhắc đến các định kiến về Ấn Độ và cáo buộc công ty sử dụng bot người đăng ký để đạt được đăng ký giả.

## Đón nhận

### Tranh cãi
Khi mức độ của cuộc cạnh tranh PewDiePie vs T-Series tăng lên trên các phương tiện truyền thông chính thống, các tổ chức tin tức đã đưa tin về "Bitch Lasagna" vì vai trò của nó trong mối thù. Vox cáo buộc lời bài hát có chứa lời lẽ "phân biệt chủng tộc công khai và ngụ ý", điều mà họ cho rằng đã lan tỏa sự ủng hộ của người hâm mộ PewDiePie dành cho kênh của anh qua T-Series. Rolling Stone đưa tin PewDiePie đã bị buộc tội sử dụng những lời nói tục tĩu chống phá Ấn Độ trong bài hát, tạp chí này tiếp tục đưa tin rằng: "nhiều người đã tranh luận ... rằng việc anh sử dụng trò đùa hài hước chống người Do Thái hoặc phân biệt chủng tộc trong video của mình có thể đóng vai trò như một cánh cổng để người đăng ký bắt đầu tìm kiếm nội dung cực đoan rõ ràng hơn", mặc dù điều này đã bị Evan Balgord (giám đốc điều hành của Mạng chống thù địch Canada) phản bác; ông được trích dẫn nói, "PewDiePie hiếm khi nổi lên trong radar của tôi. Do đó, tôi không theo dõi anh ấy chặt chẽ ... anh ấy gần như không được coi là bước đệm để cực đoan hóa với tư cách là một cá nhân như Stefan Molyneux chẳng hạn."

### Bị cấm phát hành tại Ấn Độ
Vào ngày 10 tháng 4 năm 2019, bài hát đã bị cấm ở Ấn Độ do PewDiePie phát hành ca khúc thứ hai chống lại T-Series, "Congratulations". T-Series chỉ trích cả hai bài hát là "phỉ báng, miệt thị, xúc phạm" và các bài hát có "nhận xét lặp đi lặp lại ... mang tính chất lạm dụng, thô tục và phân biệt chủng tộc." Tòa án tối cao Delhi đã đưa ra phán quyết cấm phát hành công khai cả hai bài hát trên toàn Ấn Độ theo yêu cầu của T-Series, có điều cần lưu ý là, trong liên lạc với T-Series sau khi phát hành "Bitch Lasagna", PewDiePie đã xin lỗi vì đã đăng video và "đảm bảo rằng anh sẽ không lên kế hoạch đăng tải video chế nhạo T-Series nữa."
Vào tháng 8 năm 2019, có thông tin cho rằng T-Series và PewDiePie đã giải quyết các tranh chấp pháp lý của họ bên ngoài tòa án.

## Xếp hạng
| Bảng xếp hạng (2018)    | Thứ hạng cao nhất |
| ----------------------- | ----------------- |
| UK Indie Breakers (OCC) | 18                |

## Các phiên bản khác
- Party In Backyard, dưới dạng đĩa đơn (19 tháng 10 năm 2018)[a]
- Dylan Locke, một bản remix dưới dạng đĩa đơn (11 tháng 12 năm 2018)[b]

Ghi chú
1. ↑  Party in Backyard cũng đã giúp PewDiePie làm ra phiên bản gốc của bài hát.
2. ↑  Video được đăng tải lên kênh Youtube của PewDiePie's là "Bitch Lasagna v1.2".